# Veveriță zburătoare siberiană
Veverița zburătoare siberiană (Pteromys volans) este o specie de mamifere rozătoare din familia Sciuridae. Trăiește de la Marea Baltică în vest până la Oceanul Pacific în est, fiind singura specie de veverițe zburătoare din Europa. Este considerată vulnerabilă în Uniunea Europeană unde poate fi găsită doar în Finlanda, Estonia și Letonia.

## Descriere
O femelă cântărește circa 150 g, masculii fiind în medie puțin mai mici. Lungimea corpului este 13 – 20 cm, cu o coadă aplatizată de 9 – 13 cm. Ochii sunt mari și neobișnuit de negri. Blana este gri peste tot, abdomenul fiind mai deschis la culoare decât spatele, cu o dungă neagră între gât și membrele superioare. 
În timp ce se cațără pe copaci, veverița zburătoare arată ca orice alt rozător mic, însă când planează de la un arbore la altul este la fel de grațioasă ca o pasăre. De fapt nu zboară, nefiind capabilă de auto-propulsie asemeni păsărilor prin mișcări de vâslire. Însă, datorită patagiului, unei membrane păroase de piele, întinsă între cele patru membre, este totuși capabilă să străbată distanțe de până la 100 m în timp ce planează de la un copac la altul. 

## Comportament

### Hrană
Hrana veveriței zburătoare constă din frunze, semințe, conuri de brad, muguri, lăstari, nuci, pomușoare și, ocazional, ouă și pui de pasăre. Când amenții de arin și mesteacăn sunt în abundență, veverița își poate face provizii în scorburi vechi de ciocănitoare sau alte ascunzișuri similare.

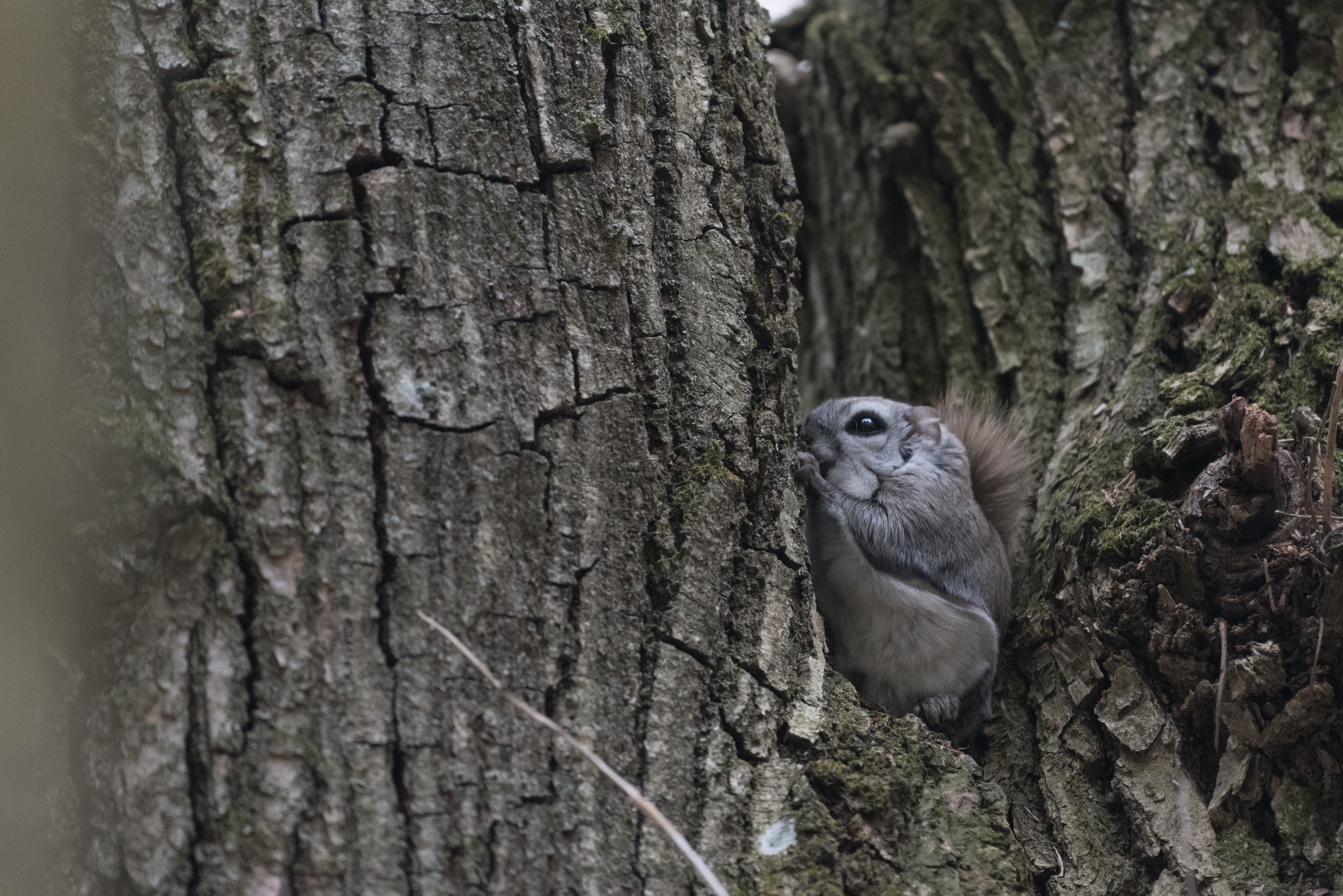
Veverița zburătoare în pădure

### Reproducere
Se împerechează primăvara devreme. În sudul Finlandei prima perioadă de împerechere începe la sfârșitul lunii martie și cea de-a doua în aprilie. După o perioadă de gestație de cinci săptămâni femelă fată 2–3 pui de câte 5 g fiecare. Preferă să-și facă cuibul în scorburi de ciocănitoare, dar poate să se instaleze și în cuiburi artificiale, dacă se potrivește diametrul intrării. Cuibul constă dintr-o grămadă de material moale (de preferință licheni din genul Usnea) în care veverița poate să se îngroape. Un individ poate trăi până la cinci ani.

### Habitat
Preferă să trăiască în pădurile mixte bătrâne. Sunt în cea mai mare parte nocturne, fiind cel mai active seara târziu, dar femelele cu pui pot să se hrănească și în cursul zilei. Nu hibernează, dar iarna pot să doarmă câteva zile fără întrerupere. Animale timide și nocturne, se lasă arareori văzute. Cel mai frecvent semn al prezenței lor sunt fecalele, care seamănă cu grăunțe de orez oranj-galbene și sunt găsite deseori lângă cuiburi.

## Prădători
Veverițele zburătoare sunt vânate de către jderi, bufnițe și pisici.